# クジャクトゲオアガマ
クジャクトゲオアガマ（学名：Uromastyx ocellata）は、アガマ科トゲオアガマ属に分類されるトカゲ。

## 分布
エジプト南部、エリトリア、スーダン、ソマリア

## 形態
全長30cm。体色はオスは緑や青で、メスは褐色。背面には白い眼状斑やオレンジ色の斑点も入る。種小名ocellataは「眼状の斑点がある」の意で、眼状斑に由来すると思われる。
以前は本種の亜種としてニシキトゲオアガマが含まれていたが、現在は独立種とする説が有力。種小名が似ているためか混同されることもある。

## 生態
食性は植物食傾向の強い雑食で、植物の葉、花、果実、種子、昆虫類等を食べる。
繁殖形態は卵生。

## 人間との関係
ペット用として飼育されることもあり、日本にも輸入されている。主に野生個体が流通している。他のトゲオアガマと違いケージ内に一部湿度のある場所や餌に昆虫の割合を増やした方がよいとされ、飼育も難しいとされる。